# Dziennik ustaw państwa austriackiego
Dziennik ustaw państwa austriackiego, niem. ofic. Reichsgesetzblatt (skrót: RGBl.) – oficjalny, urzędowy biuletyn (organ promulgacyjny) państwa austriackiego w latach 1849–1918, od 1867 właściwy tylko dla Przedlitawii. Pełny tytuł dziennika był kilkukrotnie zmieniany na przestrzeni lat; ostatnia wersja, obowiązująca od 1870, brzmiała: Dziennik ustaw państwa dla królestw i krajów w Radzie państwa reprezentowanych (niem. Reichsgesetzblatt für die im Reichsrath vertretenen Königreiche und Länder). Ostatni dziennik został opublikowany w dniu 12 listopada 1918, to jest w dniu ogłoszenia Austrii republiką. 15 listopada 1918 został zastąpiony przez Państwowy Dziennik Ustaw (niem. Staatsgesetzblatt, skrót: StGBl.), a ten z kolei 10 listopada 1920 został zastąpiony przez Federalny Dziennik Ustaw Republiki Austrii (niem. Bundesgesetzblatt für die Republik Österreich, skrót: BGBl.).
Austriacki Reichsgesetzblatt od 1849 do 1852 nosił tytuł Allgemeines Reichs-Gesetz- und Regierungsblatt für das Kaiserthum Österreich (pol. Powszechny dziennik praw państwa i rządu dla cesarstwa austryackiego) i poza wydaniem w języku niemieckim rozprowadzany był także w wersjach dwujęzycznych (tekst niemiecki wraz z tłumaczeniem na język: włoski, węgierski, czeski, polski, ukraiński, słoweński, serbsko-chorwacki i rumuński).
Od 1853 do 1869 roku nosił tytuł Reichsgesetzblatt für das Kaiserthum Österreich (pol. Państwowy Dziennik Praw dla Cesarstwa Austriackiego) i ukazywał się tylko w języku niemieckim. Od powstania Austro-Węgier w 1867 roku do 1869 roku każdy przepis wskazywał terytorium, do którego się odnosił – Królestwo Węgier (Zalitawia) uzyskało równoprawny status z Cesarstwem Austrii (Przedlitawia) i zostało wyłączone spod jurysdykcji austriackiego Dziennika Ustaw. W 1870 nastąpiła ostatnia zmiana tytułu na Reichsgesetzblatt für die im Reichsrath vertretenen Königreiche und Länder (pol. Dziennik ustaw państwa dla królestw i krajów w Radzie państwa reprezentowanych), tłumaczono go na inne języki Monarchii, co bywało źródłem problemów co do autentyczności tekstów aktów prawnych. Poszczególne wersje językowe nosiły nazwy:
- Bolletino delle Leggi dell’Imperio (włoski)
- Zákonník říšský (czeski)
- Foaila legilor (rumuński)
- Državni zakonik (słoweński)
- Z listy državnih (chorwacki)
- Wistnyk zakoniw derżawnych (ukraiński w transkrypcji, oryginał w cyrylicy Вістник законів державних)
- Birodalmi törvény-és kormánylap (węgierski, tylko do 1852).